# Uithuizermeeden

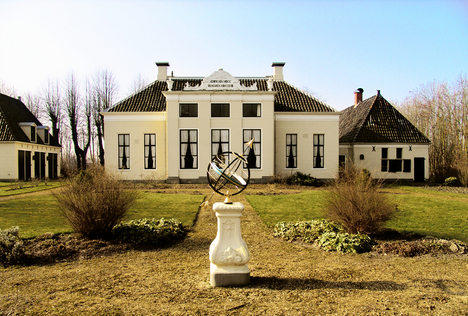
Uithuizermeeden: il Rensumaborg

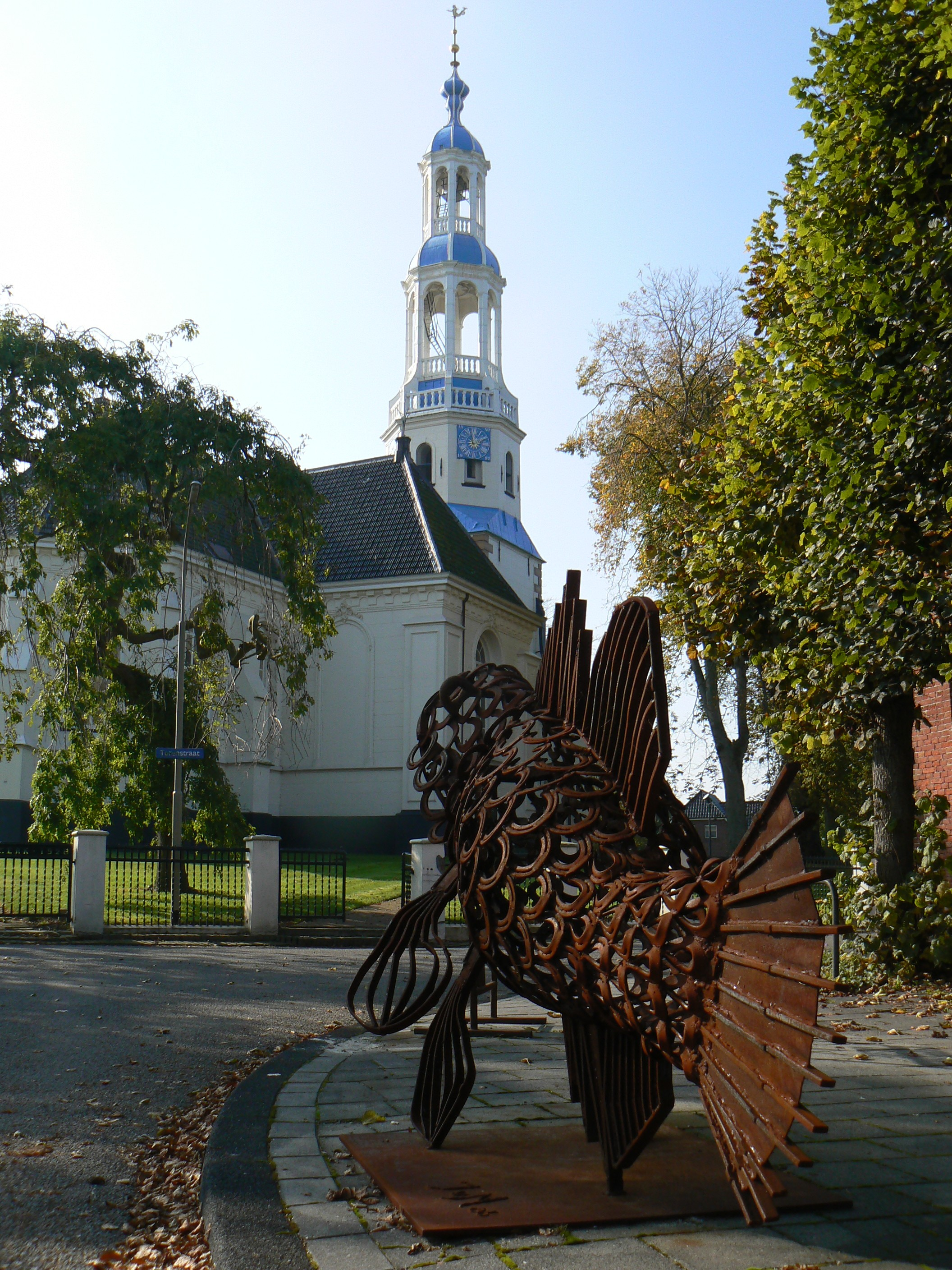
Uithuizermeeden: la chiesa di Santa Maria

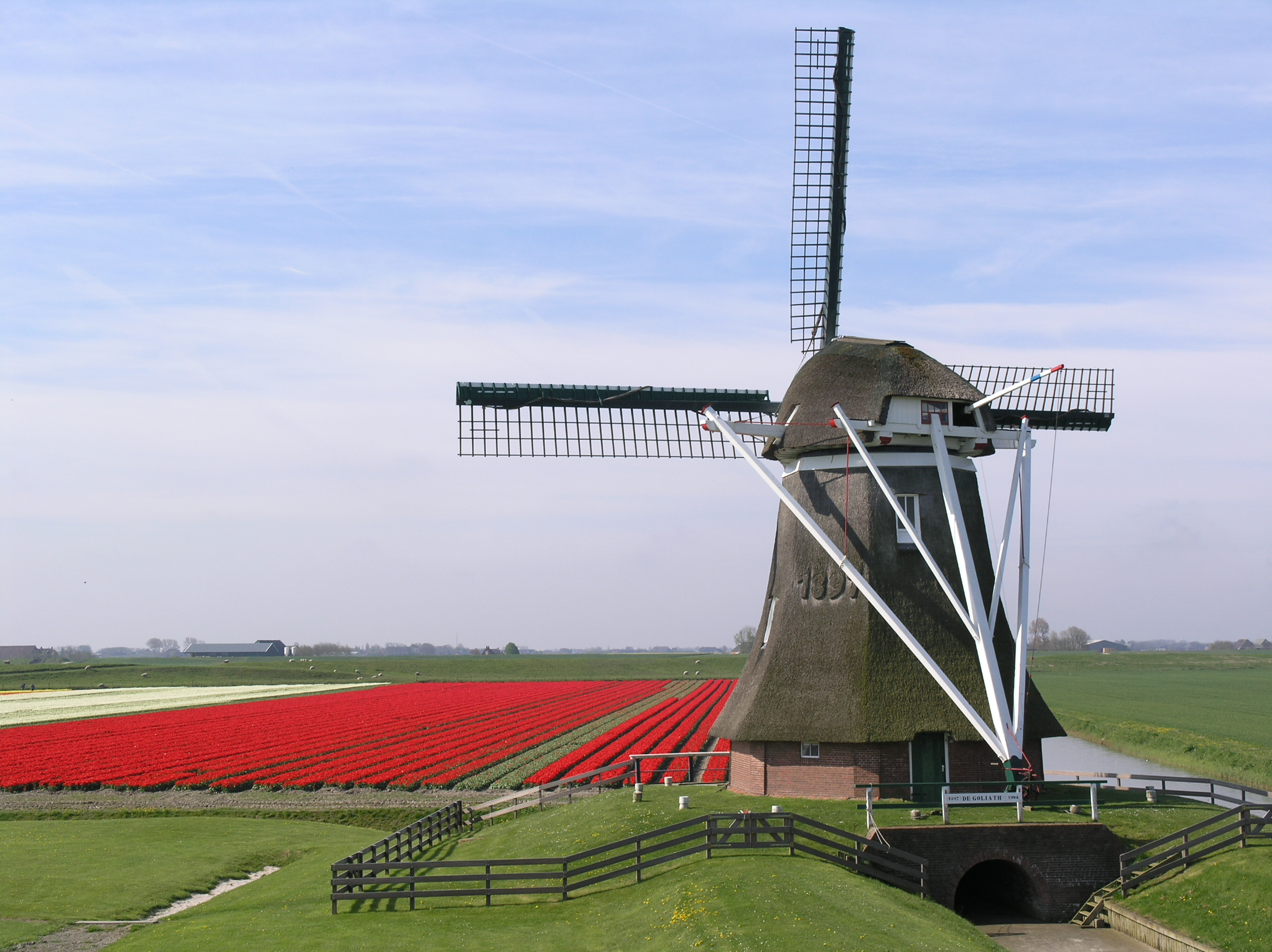
Uithuizermeeden: il mulino Goliath

Uithuizermeeden  (un tempo: Uithuistermeeden; in Gronings: Meij o Mij) è un villaggio di circa 2.700 del nord-est dei Paesi Bassi, facente parte della provincia di Groninga e situato nella regione di Hoogeland e in prossimità della costa sul Mare del Nord. Dal punto amministrativo, si tratta di un ex-comune, accorpato nel 1979 alla municipalità di Hefshuizen, dal 1992 alla municipalità di Eemsmond e dal 2019 alla municipalità di Het Hogeland.

## Etimologia
Il toponimo Uithuizermeeden significa letteralmente "terre di erba" o "terre di fieno".

## Geografia fisica

### Collocazione
Uithuizermeeden si trova nella parte nord-orientale della provincia di Groninga: il villaggio principale è situato a pochi chilometri a sud dalla costa sul Mare del Nord, tra le località di Uithuizen e Roodeschool (rispettivamente ad est della prima e ad ovest della seconda).
L'ex-municipalità di Uithuizermeeden si estendeva fino all'estuario sul Mare del Nord del fiume Ems e comprendeva quindi, tra il 1973 e il 1979, anche l'Eemshaven.

### Suddivisione amministrativa
Buurtschappen
- Hefswal
- Heuvelderij
- Valom (in parte)

## Storia
In origine, la località era costituita da due villaggi distinti: la parte più antica era situata dietro la "Ol Diek", la vecchia diga del 1250.
Fino a quando non fu costruita la diga, Uithuizermeeden era costituito semplicemente da alcuni terpen. Con la costruzione della diga, Uithuizermeeden divenne il punto più nord-orientale dell'isola di Hoogeland, che era bagnata a nord dal Waddenzee e ad est dall'estuario del fiume Fivel.
Nel 1698, la famiglia Alberda si spartì le signore di Uithuizermeeden e Uithuizen e Uithuizermeeden divenne di proprietà del ramo famigliare dei Rensuma..
Il 21 ottobre 1811, fu creato il comune di Uithuizermeeden, che comprendeva, oltre al villaggio omonimo, i villaggi di Hefswal, Roodeschool, Oldenzijl, Oosternieland, Oudeschip, Oosteinde e Roodeschool.
Alla fine del XIX secolo, il villaggio fu praticamente diviso in due dalla realizzazione della ferrovia che collegava Roodeschool a Sauwerd.
Nel 1973, nel territorio comunale di Uithuizermeeden, fu realizzato l'Eemshaven, il porto sull'estuario del fiume Ems.
Nel 1979, Uithuizermeeden cessò di essere un comune indipendente e fu accorpato, assieme al comune di Uithuizen, alla municipalità di Hefshuizen.

## Stemma
Lo stemma di Uithuizermeeden raffigura una sirena.
È derivato dallo stemma della famiglia Rensuma, un ramo della famiglia Alberda.

## Monumenti e luoghi d'interesse

### Chiesa di Santa Maria
Tra i principali edifici di Uithuizermeeden figura la Chiesa di Santa Maria (Mariakerk) nella Torenstraat, le cui origini risalgono al XIII secolo, ma che presenta una torre risalente al 1717.

### Rensumaborg
Altro edificio d'interesse è il Rensumaborg ("Castello (dei) Rensuma") o Huis Rensuma, le cui origini risalgono almeno al XIV secolo.

### Mulino Goliath
Altro edificio d'interesse è il Mulino Goliath, risalente al 1876.
|  |